# Lionel Boyle (3e comte d'Orrery)
Lionel Boyle, 3e comte d'Orrery (11 juillet 1671-24 août 1703), appelé Lord Broghill entre 1679 et 1682, est un homme politique anglo-irlandais. 

## Biographie
Il est le fils de Roger Boyle (2e comte d'Orrery), et de Mary, fille de Richard Sackville (5e comte de Dorset). Il fait ses études à l'Université d'Utrecht. Il succède à son père comme comte en 1682. Cependant, comme il s'agit d'une Pairie d'Irlande cela ne lui donne pas droit à un siège à la Chambre des lords anglaise. Il siège ensuite comme député d'East Grinstead de février à novembre 1695, de 1698 à janvier 1701 et de nouveau de novembre 1701 à 1702. 
Lord Orrery épouse sa cousine germaine Mary, fille illégitime de Charles Sackville, 6e comte de Dorset. Il meurt à Earl's Court, Kensington, Londres, en août 1703, à l'âge de 32 ans, et est remplacé comme comte par son frère cadet, Charles Boyle. La comtesse douairière d'Orrery épouse plus tard Richard Boyle (2e vicomte Shannon). Elle est décédée en juin 1714. 